# جون تشارلس بولانيي
جون تشارلس بولانيي (بالإنجليزية: John Charles Polanyi)‏ هو كيميائي كندي ولد في 23 جانفي 1929 في برلين.
ولد جون تشارلس بولانيي في ألمانيا لعائلة من أصل مجري. هاجر معها إلى إنجلترا سنة 1933. درس في جامعة مانشستر وتحصل على دكتوراة سنة 1952. أصبح في سنة 1954 باحثا في جامعة برنستون وفي سنة 1956 عين محاضرا في جامعة تورنتو وأصبح فيها بروفسورا سنة 1957.

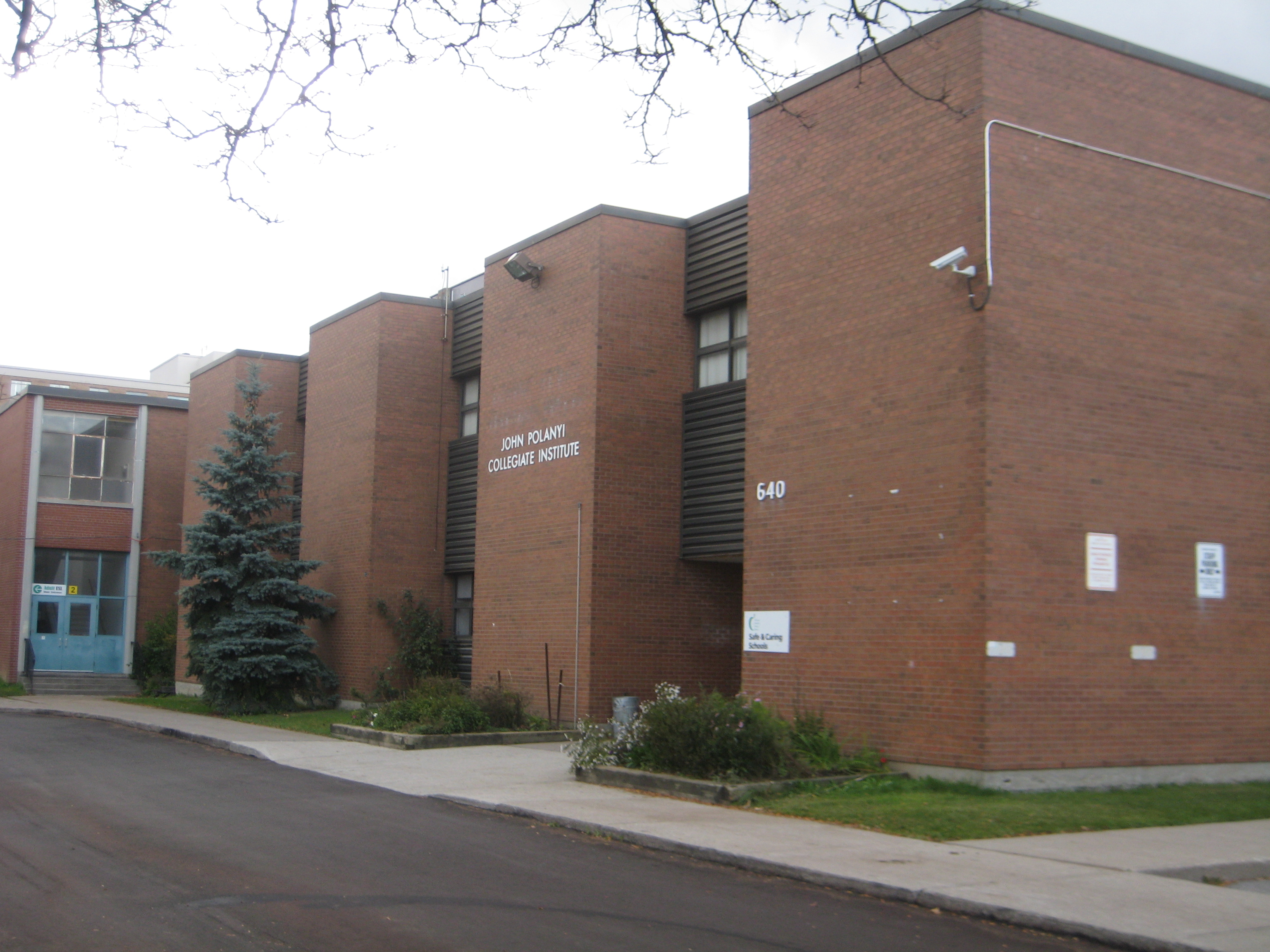
معهد جون بولاني كوليجيت ، تورنتو

هو عضو في المجتمع الملكي منذ سنة 1971 وتحصل سنة 1986 على جائزة نوبل في الكيمياء.

## روابط خارجية
- جون تشارلس بولانيي على موقع الموسوعة البريطانية (الإنجليزية)
- جون تشارلس بولانيي على موقع مونزينجر (الألمانية)
- جون تشارلس بولانيي على موقع إن إن دي بي (الإنجليزية)